# Oliver Wilson
Oliver Wilson, né le 14 septembre 1980 à Mansfield, est un golfeur anglais.

## Biographie
Passé professionnel en 2003, il évolue sur le Challenge Tour en 2004 puis obtient la possibilité d'intégrer le Circuit européen en 2005. Il connait une progression constante sur ce dernier circuit, finissant d'abord 97e du PGA European Tour en 2005, puis 71e en 2006 et 30e en 2007. Durant ces années, il ne parvient pas à remporter de tournoi, échouant en play-off en 2006 au  Volvo China Open et terminant deux fois deuxième en 2007.
Lors de la saison 2008, il termine à quatre reprises deuxième, dont une défaite en play-off face à Miguel Ángel Jiménez lors du BMW PGA Championship. Ces bons résultats lui permettent d'intégrer pour la première fois le Top 100 du Official World Golf Ranking, occupant la 45e place après le BMW PGA Championship.
La deuxième conséquence de ses excellents résultats est l'obtention automatique d'une place pour participer à la Ryder Cup 2008. Il devient alors le premier joueur à représenter l'Europe sans avoir remporté de victoires professionnelles. Lors de celle-ci, il remporte un des  Foursomes du samedi avec Henrik Stenson face à Mickelson/Kim. Lors des simples, il échoue face à Boo Weekley.